# Chryséléphantin

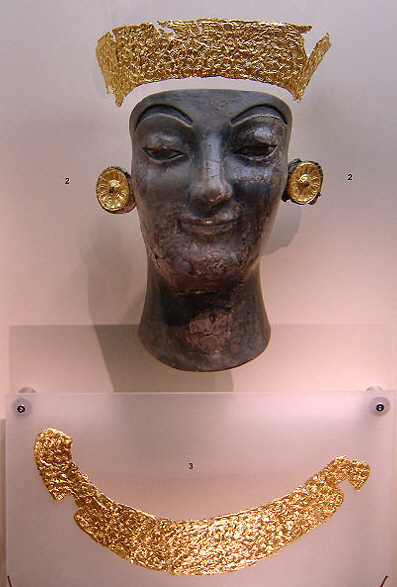
Fragments d'une statue chryséléphantine dont le bois et l'ivoire ont disparu. Musée archéologique de Delphes. Probablement une Artémis de facture lydienne, offrande du roi Crésus,

Le chryséléphantin (terme venant du grec chrysós (χρυσός)  signifiant « or » et  elephántinos (ελεφάντινος) signifiant « ivoire ») est une technique de sculpture apparue en Grèce aux alentours du VIe siècle av. J.-C., se caractérisant par l'utilisation de plaques d'ivoire pour representer les chairs nues  et d'or pour les vêtements et les bijoux. Elle a une armature en bois (hypoxyle).
Une statue créée avec cette technique est appelée une statue chryséléphantine.

## Description

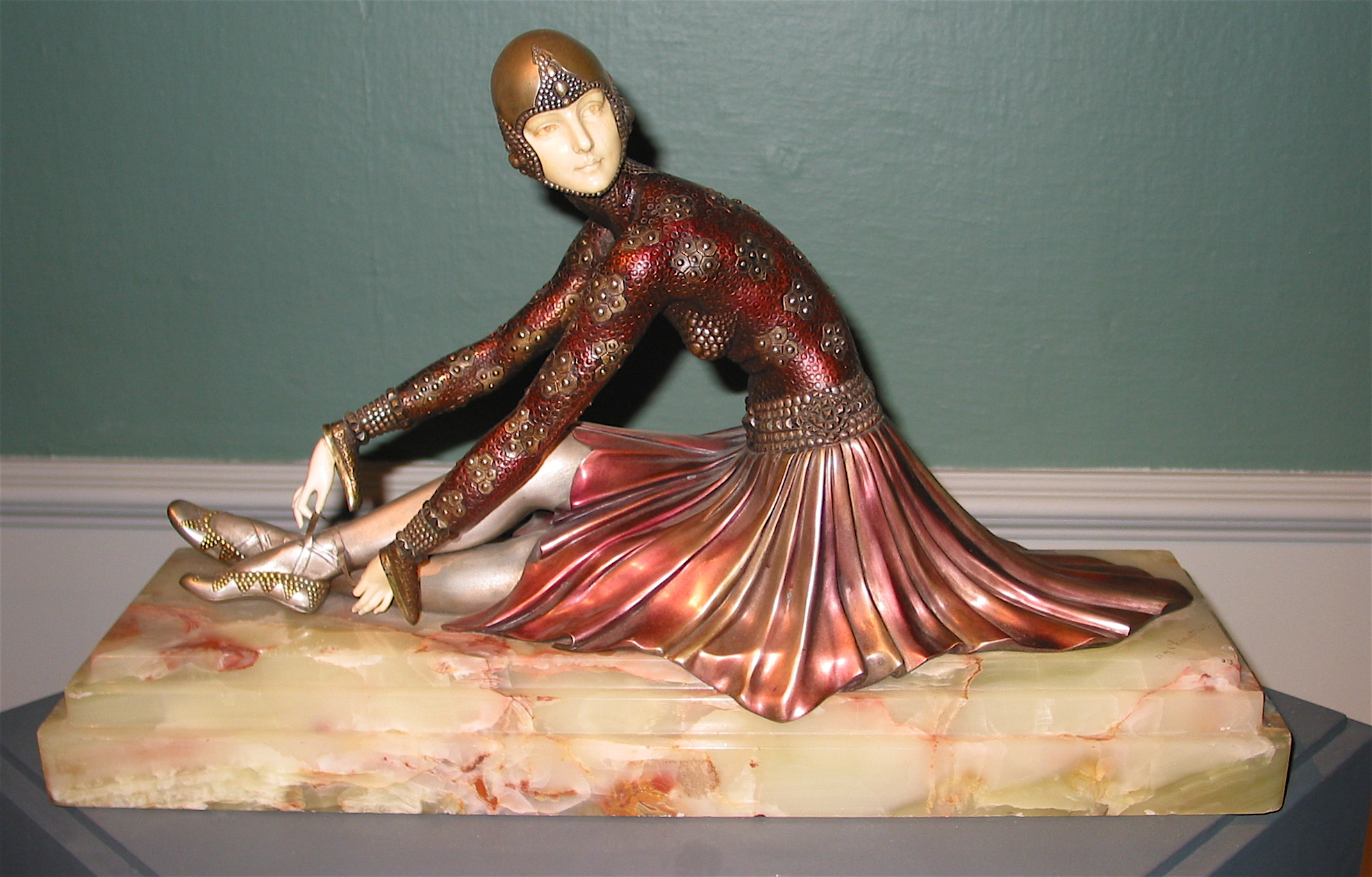
Chryséléphantine Art Déco par Demetre Chiparus.

On peut citer l'exemple de la statue d'Athéna, l’Athéna Parthénos, qui se trouvait dans le Parthénon, faite d'or et d'ivoire, et qui était donc une statue chryséléphantine, mais aussi celle de Zeus à Olympie sculptée par Phidias et faisant partie des Sept Merveilles du monde.
La technique et le terme chryséléphantins sont repris à l'époque Art déco pour des statuettes en bronze doré et ivoire, une mode qui a périclité après la Seconde Guerre mondiale, entre autres à cause de la production en série. Des artistes comme Demetre Chiparus, Peter Tereszczuk, Georges Omerth, Georges Rigot ou Ferdinand Preiss ont réalisé de nombreuses statues chryséléphantines. Ces anciennes statues chryséléphantines ont connu un nouvel attrait pour les collectionneurs à partir des années 1970 mais le marché a vite été confronté à des circuits de contrefaçon.